# Pere Calders
 (septembre 2008).
Si vous disposez d'ouvrages ou d'articles de référence ou si vous connaissez des sites web de qualité traitant du thème abordé ici, merci de compléter l'article en donnant les références utiles à sa vérifiabilité et en les liant à la section « Notes et références ».
Œuvres principales
- Tots els contes
- Invasió subtil i altres contes
- Tot s'aprofita
- Mesures, alarmes i prodigis

Pere Calders i Rossinyol (né le 29 septembre 1912 à Barcelone et mort le 21 juillet 1994 dans la même ville) est un écrivain et journaliste espagnol d'expression catalane. Calders est l'un des conteurs les plus populaires de la littérature catalane du XXe siècle même si son travail comme romancier est également de grande qualité.

## Biographie
Aux débuts de sa carrière, il collabore comme dessinateur pour la revue L'esquetlla de la Torratxa. En 1936, Calders écrit son premier livre de contes El primer arlequí (ca)
En 1938, il entre aux corps de carabiniers de l'armée républicaine (c'est en pleine guerre civile) où il est caserné à Castellón de la Plana d'abord, et au front d'Aragon ensuite. Cette expérience reste immortalisée dans le livre Unitats de Xoc.
Après la défaite des républicains en 1939, Calders doit s'exiler au Mexique pendant 23 ans, où il travaille avec le reste d'intellectuels catalans en exil pour développer et normaliser la culture catalane, qui, après la victoire contre un régime totalitaire conscient de son rôle historique à propos de la culture et la langue de l'auteur, reste dans une situation très vulnérable.
Cròniques de la veritat oculta et Demà a les tres de la matinada sont les fruits de son exil de 23 ans.
En 1964 déjà à Barcelone, Calders gagne le prix Sant Jordi de littérature avec son roman L'ombra de l'atzavara.
C'est dans ce livre que Calders fait une description très personnelle du Mexique et de la situation de la nombreuse et influente colonie catalane. Comme d'autres écrivains tels que Gabriel García Márquez et Juan Rulfo, Calders décrit la psychologie et la très caractéristique façon de voir le monde qu'ont les latino-américains.
La reconnaissance de sa carrière arrive en 1979, avec la pièce théâtrale Antaviana basé sur quelques contes écrits par lui.
En 1982 il reçoit la Creu de Sant Jordi, distinction décernée par la Generalitat de Catalogne.

## Style
L'ironie, l'absurde et les éléments fantastiques qui se combinent avec la réalité font partie de sa littérature, surtout dans les contes, qui sont souvent des situations absurdes qui présentent les misères des gens communs, dépourvues de toute idéalisation. Ceci est agrémenté d'un excellent sens de l'humour.

## Œuvres principales
- El primer arlequí (1936)
- La glòria del doctor Larén (1936)
- Unitats de xoc (1938)
- Cròniques de la veritat oculta (1955)
- Gent de l'alta vall (1957)
- Demà a les tres de la matinada (1959)
- L'ombra de l'atzavara (1964) - Prix Sant Jordi du roman 1963
- Ronda naval sota la boira (1966)
- Aquí descansa Nevares (1967)
- Invasió subtil i altres contes (1978)
- Antaviana (1979), avec Dagoll Dagom et Pepe Rubianes
- Tot s'aprofita (1983)
- El sabeu, aquell? (1983)
- De teves a meves: trenta-dos contes que acaben més o menys bé (1984)
- Els nens voladors (1984)
- Tres per cinc, quinze (1984)
- La cabra i altres narracions (1984)
- Un estrany al jardí (1985)
- El desordre públic (1984)
- El barret fort i altres inèdits (1987)
- Raspall (1987)
- Kalders i Tísner, dibuixos de guerra a L'Esquella de la Torratxa (1991)
- L'honor a la deriva (1992)
- Mesures, alarmes i prodigis (1994)
- La lluna a casa i altres contes (1995)
- d'amor (1996)